# Predkavkazje
Predkavkazje (ruski: Предкавказье), Prednji Kavkaz, je područje koje se rasprostire prema sjeveru od Velikog Kavkaza (ruski: Большой Кавказ), dijela gorskog lanca Kavkaza i dalje prema Kumo-maničkoj udolini prema sjeveru, Azovskom moru i Kerčkom tjesnacu prema zapadu, te Kaspijskom jezeru prema istoku.